# Facebuster

Un facebuster, conosciuto anche come face plant, è generalmente una power move del wrestling, in cui l'esecutore costringe l'avversario a cadere sul ring di faccia senza eseguire prima una headlock o una facelock. In questi ultimi due casi la mossa viene definita DDT o bulldog.
A volte è definita facebuster anche una mat slam invertita.
Un facebuster standard è perlopiù conosciuta come Jumping facebuster, in cui l'esecutore spinge l'avversario a terra tenendolo per la testa o per i capelli saltando sulle proprie ginocchia.

## Varianti
La variazione più comune della mossa vede l'esecutore cadere in una posizione seduta invece che sulle proprie ginocchia (in tal caso viene chiamata Sitout facebuster. In un'altra variazione comune l'esecutore salta girando su sé stesso, aumentando l'impatto della mossa. Comunque sono numerose le variazioni del Facebuster, che vengono descritte di seguito.

### Powerbomb Facebuster
L'esecutore carica l'avversario come per eseguire una powerbomb ma invece di bloccarlo una volta arrivato sulle spalle, l'esecutore si butta all'indietro in modo da far sbattere la faccia dell'avversario al tappeto.

### Double underhook facebuster

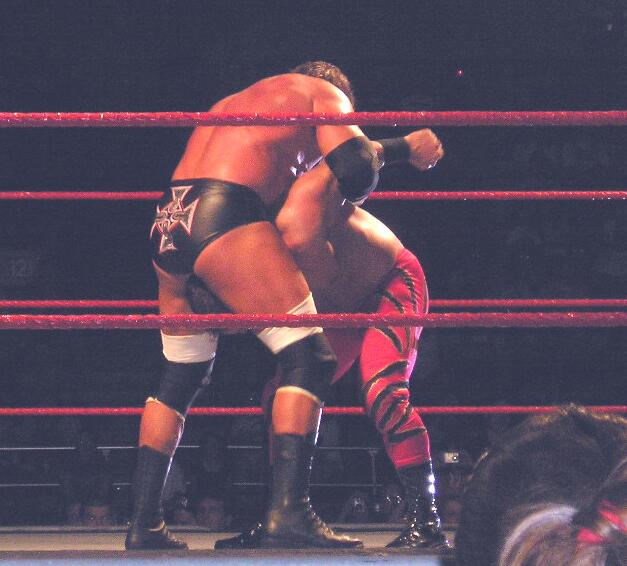
Triple H mentre si prepara ad eseguire il Pedigree

Usata come finisher da Triple H col nome di Pedigree in questa mossa l'esecutore pone la testa dell'avversario tra le proprie gambe, poco più sopra delle ginocchia; blocca le braccia del malcapitato con un double underhook ed esegue un salto, in modo da cadere sulle ginocchia facendo battere il viso dell'avversario sul ring.

#### Lifting double underhook facebuster
Noto anche come Implant Buster si esegue la mossa come la variante principale, ma si alza l'avversario prima di schiantarlo a terra.

#### Double underhook lifting sit out facebuster
Variante della double underhook facebuster. L'esecutore mette la testa dell'avversario tra le gambe e braccia bloccate dietro la sua schiena con un double underhook, dopo di che lo solleva leggermente e lo accompagna a terra sedendosi e facendolo cadere in posizione prona, ovvero con la pancia rivolta verso il tappeto, in mezzo alle proprie gambe. Usata come finisher da Tommaso Ciampa col nome di Fairytale Ending.

### Fireman's carry overhead 180° spinning facebuster
Famosa per essere la finisher di Brock Lesnar col nome di F-5, la mossa prevede che l'esecutore carichi l'avversario per un fireman's carry sopra le sue spalle; quindi spinge di fronte a sé le gambe dell'avversario, cadendo contemporaneamente all'indietro, guidando il viso dell'avversario al tappeto.

### Double underhook reverse facebuster
Nota anche come Killswitch o Unprettier, l'esecutore, che si trova alle spalle dell'avversario, afferra le sue braccia e gira su se stesso mantenendo la presa, in modo da trovarsi di spalle all'avversario, il quale si ritrova piegato in avanti con le braccia intrappolate. A questo punto, l'esecutore si lascia cadere a terra, accompagnando la caduta al suolo dell'avversario facendogli battere la testa o la faccia.

### Reverse Chokeslam Facebuster
Il lottatore attaccante afferra il collo di un avversario con entrambe le mani, una davanti e una dietro. Il braccio che ha la mano sulla nuca può agganciare il braccio dell'avversario. Il lottatore quindi solleva l'avversario, rilascia la mano che tiene la parte anteriore del collo dell'avversario e spinge in avanti per sbattere l'avversario sul tappeto con la faccia con l'altra mano.

### Sit-out facebuster
Consiste nel prendere la testa dell'avversario e di sbatterla a terra sedendosi.

### Leg sweep facebuster
L'esecutore si mette di fianco al suo avversario in posizione a lui parallela. Dopodiché posiziona il proprio braccio dietro al collo dell'avversario (come per abbracciarlo) e, mettendo la propria gamba davanti a quella del wrestler, si dà uno slancio in avanti accompagnando la caduta e facendo sbattere al suolo la faccia di colui che subisce.

### Diving facebuster

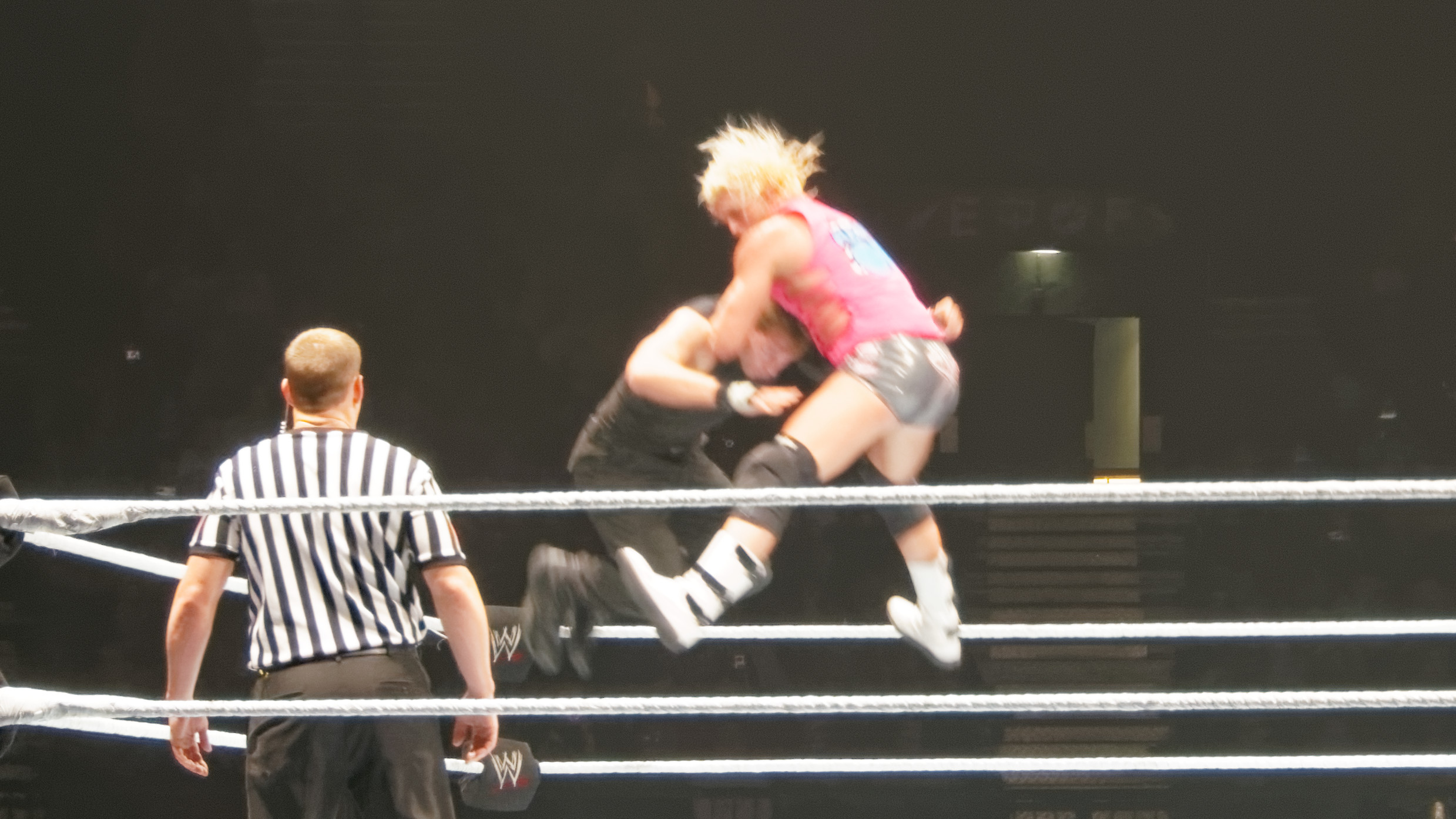
Dolph Ziggler esegue la top rope facebuster

Più comunemente conosciuta come top rope bulldog, viene eseguita salendo sulla terza corda e saltando verso l'avversario che rivolge le spalle all'angolo ed applicare su di esso una headlock, accompagnando poi la caduta al suolo. In rare occasioni, l'avversario può anche trovarsi rivolto direttamente verso l'angolo, ma in questo caso diviene più difficile eseguire una facebuster dal momento che, durante il volo, l'esecutore dovrebbe tempestivamente girare la testa dell'avversario verso il tappeto.
È possibile eseguire questa mossa anche con l'avversario seduto sull'angolo, in modo da provocare un danno ancora maggiore accompagnando la caduta al suolo.

### Electric chair facebuster
L'esecutore carica l'avversario sulle proprie spalle, mettendo la propria testa tra le sue gambe. Dopo di che si alza in piedi, tenendo sempre l'avversario seduto sulle proprie spalle e dopo un breve istante, lo afferra per le gambe e si siede, lasciando cadere l'avversario in avanti facendogli sbattere la faccia a terra.

### Full nelson facebuster
L'esecutore prende l'avversario come una full nelson, dopo di che si lascia cadere in avanti insieme all'avversario facendogli sbattere violentemente la faccia contro il ring.

### Half nelson facebuster
Variante della full nelson facebuster. L'esecutore blocca solo un braccio dell'avversario e si butta in avanti facendo sbattergli il viso.

### Push-Up Facebuster
Una variazione in cui un lottatore mette le gambe dell'avversario tra le gambe mentre esegue flessioni , facendo sì che la faccia dell'avversario venga sbattuta contro la tela un numero di volte. Spesso invece di flessioni dritte, il lottatore attaccante fa rimbalzare le gambe su e giù per creare l'effetto.

### Wheelbarrow Facebuster
Questo facebuster vede il lottatore attaccante afferrare un avversario in piedi intorno alla vita da dietro e sollevarlo in una posizione sullo sfondo prima di cadere in posizione seduta, facendo oscillare l'avversario verso il basso in modo che la sua faccia sia spinta a terra. Una variante, vede il lottatore sollevare le gambe dell'avversario intorno alla vita prima di mettere entrambe le mani attorno alla vita dell'avversario e sollevarle in una posizione di carriola . Il lottatore quindi solleva in aria l'avversario prima di eseguire una caduta da seduto, spingendo la faccia dell'avversario sulla tela.

### Wheelbarrow Belly To Back Facebuster
Una variante del wheelbarrow facebuster che vede il lottatore attaccante stare al fianco di un avversario e iniziare a sollevarlo come per un suplex pancia contro schiena . Invece di cadere all'indietro per far cadere l'avversario all'indietro, il lottatore si ferma dopo averlo sollevato, afferra le gambe mentre lo tiene ancora in alto e lo sbatte a faccia in giù sul tappeto.

### Full Nelson Wheelbarrow Facebuster
Un lottatore attaccante applica un full nelson da dietro e solleva un avversario prima di cadere in posizione seduta e farlo oscillare verso il basso in modo che la sua faccia sia spinta a terra.

### Chickenwing Facebuster
Il lottatore aggancia entrambe le braccia di un avversario in una doppia ala di pollo elevata , le solleva in aria da dietro, quindi fa cadere prima l'avversario sul tappeto con la faccia. C'è anche una variazione sitout, in cui un lottatore aggancia le gambe dell'avversario e si lascia cadere in posizione seduta, mentre pianta la faccia dell'avversario nella tela tra le gambe del lottatore.

### Kneeling Facebuster
Il lottatore afferra l'avversario per la testa o per i capelli e salta in aria, atterrando in posizione inginocchiata e spingendo la faccia dell'avversario sul tappeto. Una leggera variazione del facebuster in ginocchio vede un lottatore cadere in posizione inginocchiata mentre ha la testa dell'avversario tra le gambe e spinge l'avversario verso il basso con le mani. Dustin Rhodes ha usato la mossa nel suo personaggio di Black Reign chiamato Blackout . Ivory ha usato questo come suo finisher in modo intercambiabile con la versione sit out, chiamandoli entrambi Poison Ivory.

### Over The Shoulder Facebuster
Conosciuto anche come facebuster di powerslam, questa variazione vede il lottatore sollevare l'avversario sulle spalle come in un frontale di powerslam . Quindi, quando l'avversario è sulla spalla, il lottatore salta e sbatte l'avversario faccia a faccia sul tappeto.

### Argentine Facebuster
Il lottatore attaccante posiziona un avversario in un rack backbreaker argentino, dove l'avversario è tenuto a faccia in su su entrambe le spalle del lottatore. Da qui il lottatore cade di lato (verso il lato in cui si tiene la testa dell'avversario) mentre tiene ancora la testa dell'avversario con un braccio e ribalta le gambe dell'avversario con l'altro, spingendolo sul tappeto a faccia in giù.  

### Shoulder Facebuster
Conosciuto anche come facebuster dell'impiccato o cravate facebuster, questo facebuster viene eseguito quando un lottatore attaccante, che si trova in posizione schiena contro schiena con un avversario, allunga la mano all'indietro per tirare la testa dell'avversario sopra la sua spalla prima (mantenendo una presa della testa dell'avversario) cadendo in avanti per girare la testa dell'avversario in modo che sbatta la faccia contro il tappeto.

### Spinning Facebuster
Conosciuto anche come tornado facebuster, questa variazione vede l'attaccante afferrare l'avversario per i capelli e poi roteare in aria, atterrare in posizione inginocchiata e spingere la faccia dell'avversario contro il tappeto. 

### Inverted Swinging Facebuster
Questa versione di un facebuster vede il lottatore posizionare un avversario in un facelock invertito mentre tiene il facebuster, ruotandolo nel facebuster e atterrando con le gambe divaricate, spingendo la faccia dell'avversario contro il tappeto. Velvet Sky ha usato una variazione di questa mossa. Inizia con il suo avversario in una presa invertita, quindi afferra uno dei bracci dell'avversario e tira, ruotando l'avversario in modo che la parte anteriore del corpo sia rivolta verso il tappeto e si trovi tra le sue gambe, guidando infine verso il tappeto e terminando con un facebuster.

### Gory Bomb
Questo facebuster di rilascio back-to-back è una variazione dello speciale Gory in cui un lottatore rilascia le braccia dell'avversario per afferrare le gambe dell'avversario mentre cade in posizione seduta, costringendo l'avversario a cadere in avanti e colpire il tappeto faccia.

### Swinging Belly-To Back Facebuster
L'avversario viene sollevato in posizione di suplex sidewinder prima di essere fatto oscillare e spinto a faccia in giù contro il tappeto dall'attaccante.

### Inverted Double Leg Slam
Conosciuto anche come Alabama Slam invertito , questa mossa di solito inizia con l'avversario seduto in una posizione elevata come il tenditore superiore, con il lottatore attaccante, in piedi di fronte a lui e rivolto nella stessa direzione, posizionando le gambe dell'avversario sopra le spalle. Quindi il lottatore attaccante si stacca dal tenditore, in modo che l'avversario sia tenuto a testa in giù in una posizione schiena contro schiena. Da questa posizione il lottatore attaccante si piega, capovolgendo l'avversario sopra la testa e sbattendolo sul tappeto a faccia in giù.

### Front Facelock Facebuster
The wrestler applies a front facelock to the opponent and then throws their legs out behind them, falling onto their stomach and driving the opponent's face into the mat. It is similar to a standard DDT, except it targets the face of the victim rather than the head, and the wrestler falls onto their stomach instead of falling back as they would in a DDT.

### Rolling snap facebuster
Per eseguire questa variante, l'esecutore prende lo slancio dalle corde e si porta alle spalle della vittima, generalmente piegata a 90 gradi. Successivamente, colui che esegue la mossa esegue una capriola in avanti afferrando il collo dell'avversario e facendogli sbattere la faccia al suolo.

### Tilt-A-Whirl Facebuster
Il wrestler salta sulle spalle dell'avversario, compie un movimento roteante su di lui per poi afferrarlo com le braccia e spingerli con la faccia sul tappetino.

### Belly To Back Facebuster
Il lottatore solleva il proprio avversario in un Belly To Back suplex, ma anziché spigenrlo dietro, lo lancia in avanti, schiantandogli il volto contro il tappetino.

### Belly To Belly Facebuster
Il lottatore solleva l'avversario in un Belly To Belly suplex, per poi metterlo a faccia in giù in una Tombstone, per poi mettere le sue gambe attorno al proprio collo e schiantare il suo volto sul tappeto spingendolo in avanti.